# Erpham Warrick
Erpham Warrick a Csillagok háborúja elképzelt univerzumának egyik ewok szereplője.

## Élete
Erpham Warrick az ewokok fajába tartozó férfi. Ez az ewok, akár a többi fajtársa, az Endor bolygó erdőholdján született és élt. A Világos fa falu (Bright Tree Village) településfa egyik harcosa, illetve Wicketnek a dédapja. Fején és vállain az ewokokra jellemző csuklyát visel, azonban az ő csuklyáján karmok lógnak. Vastag szakálla, bajusza és szemöldökei voltak. Ő abban az időben élt, amikor az ewokok és rokonaik a dulokok folytonosan harcoltak egymással. Erpham azonban épített egy olyan harci gépet, amelynek segítségével legyőzték az ellenségeiket.
Wicket korában Erpham már régen meghalt, de a Lélek Fa mellett megjelent a dédunokája előtt szellemalakban; emiatt feltételezik, hogy Erő-érzékeny is volt. A dulokok ellopták Erpham harci gépét és le akarták dönteni vele a Lélek Fáját. Ezért Wicket egy új harci gépet akart készíteni; a készítésben pedig Erpham látta el tanácsokkal.

## Megjelenése a rajzfilmekben
Ez az ősewok csak a „ Star Wars: Ewoks” című rajzfilmsorozat egyik részében szerepel.

## Fordítás
- Ez a szócikk részben vagy egészben az Erpham Warrick című Wookieepedia-szócikk fordítása. Az eredeti cikk szerkesztőit annak laptörténete sorolja fel.